# Euandroblatta jallae
Euandroblatta jallae är en kackerlacksart som först beskrevs av Giglio-Tos 1907.  Euandroblatta jallae ingår i släktet Euandroblatta och familjen småkackerlackor. Inga underarter finns listade i Catalogue of Life.